# Maurizio Abbatino
Maurizio Abbatino, detto Er Crispino (Roma, 19 luglio 1954), è un mafioso e collaboratore di giustizia italiano, uno dei boss della Banda della Magliana, la più potente e pericolosa organizzazione criminale che abbia mai operato a Roma.

## Biografia
(Maurizio Abbatino.)

### Le origini e le prime imprese criminali
Nato e cresciuto a Roma, nei pressi d'una stradina della Magliana (via città di Prato, 16), Abbatino frequenta le scuole medie a Palestrina (comune della provincia di Roma), vivendo nel mentre presso la nonna paterna. Detto Crispino, per via dei suoi capelli neri riccioluti, il curriculum criminale di Maurizio inizia ben presto, da quando, cioè, inizia a mettere a segno rapine da solo o, in alcuni casi, assieme a un gruppo di malavitosi della Magliana e del Portuense che, più tardi, coinvolgerà nel progetto criminale della banda della Magliana.
(Racconto di Maurizio Abbatino.)
Nel 1972 iniziano i suoi problemi con la giustizia: viene infatti arrestato per la prima volta per furto, resistenza a pubblico ufficiale e possesso di arnesi atti allo scasso. Due anni dopo, il secondo arresto, stavolta per la rapina a una gioielleria di via Caselli a Roma fatta insieme a Walter Ciardi e Aldo Cola: sebbene abbia il viso coperto, la proprietaria riconosce un suo tatuaggio; in carcere incontra Ettore Maragnoli ed Enrico De Pedis, due rapinatori della batteria dell'Alberone, che gli garantiscono che la sua accusa andrà a cadere e infatti dopo un mese torna in libertà (come pubblico ministero aveva Claudio Vitalone).
Nella notte tra il 1° e il 2 novembre 1975 viene ucciso all'Idroscalo di Ostia il famoso regista Pier Paolo Pasolini. Abbatino racconterà:

### L'adesione alla "Banda della Magliana"
Il suo incontro, casuale, con Franco Giuseppucci (Fornaretto), altro futuro boss della Banda, avviene per la restituzione di una borsa contenente armi appartenute al Fornaretto e incautamente sottratta da alcuni malavitosi legati al suo giro. Dopo accurate ricerche, Giuseppucci viene infatti a sapere che le armi sono finite nelle mani di una batteria del quartiere San Paolo.
(Interrogatorio di Abbatino del 13/12/1992.)
Dall'incontro tra i due nasce quindi l'idea di unire le forze in campo e quella che in un primo tempo era nata come una semplice batteria si trasforma in "banda" criminale che, da semplice associazione di rapinatori, diventa una vera e propria organizzazione per il controllo della criminalità romana e che, da li a poco, verrà conosciuta come Banda della Magliana.
Il primo crimine della Banda a cui Abbatino partecipa in prima persona, su proposta di Giuseppucci, avviene il 7 novembre 1977 ed è il sequestro di Massimiliano Grazioli Lante Della Rovere che però, per l'inesperienza nel campo, non riescono a gestire al meglio e devono chiedere aiuto ad un altro gruppo criminale, una piccola banda di Montespaccato. Il sequestro finirà nel sangue: uno dei ragazzi di Montespaccato si fa vedere in faccia dal rapito che per questo, infatti, verrà ucciso. Crispino e compagni riescono comunque ad incassare il riscatto di due miliardi da reinvestire (invece che dividere tra i componenti) in nuove attività criminali.
Rivelerà anni dopo dettagli riguardo al rapimento di Aldo Moro, avvenuto il 16 marzo 1978:
Abbatino parteciperà poi all'omicidio di Franco Nicolini, detto Franchino er criminale, all'epoca padrone assoluto di tutte le scommesse clandestine dell'ippodromo di Tor di Valle e le cui attività illegali suscitano ben presto l'interesse della nascente Banda. Il 25 luglio 1978, nel parcheggio dell'ippodromo, l'uomo viene avvicinato da un gruppo di sette persone - più Franco Giuseppucci che aspetta all'interno della struttura per costruirsi un alibi - che lo freddano all'istante con nove colpi di pistola: a sparare saranno Giovanni Piconi ed Edoardo Toscano. L'eliminazione di Nicolini è un passo da gigante per la Banda che, da lì in poi, ha via libera per poter gestire una gigantesca fonte di guadagno.
La decisione di uccidere Nicolini viene presa dalla Banda anche in virtù del beneplacito ottenuto dal capo della Nuova Camorra Organizzata, Raffaele Cutolo, il quale, appena evaso dall'ospedale psichiatrico di Aversa, nella primavera del 1978 aveva organizzato un incontro con Selis allo scopo di trovare, tra i rispettivi gruppi, una strategia compatibile con gli obbiettivi di entrambi, nominando così il Sardo suo luogotenente nella piazza romana.
All'incontro, che era avvenuto in un albergo di Fiuggi dove, secondo la deposizione del pentito Abbatino, Cutolo disponeva di un intero piano per sé e i propri guardaspalle, avevano partecipato anche Franco Giuseppucci, Marcello Colafigli e lo stesso Maurizio Abbatino, e questo segnerà un momento decisivo nella storia della Banda che, tra le sue varie attività, avrà modo di attivare un canale preferenziale con i camorristi per la fornitura delle sostanze stupefacenti da distribuire poi nella capitale. Cutolo come primo favore chiede di far sparire una Bmw 733 sporca di sangue che verrà portata allo sfascio da Giuseppucci e Renzo Danesi e nella quale il boss aveva ucciso due persone poi gettate in mare.
(Rivelazioni di Maurizio Abbatino.)
Dalle degradate periferie romane Crispino e compagni, che arrivando a dividersi i quartieri della città con una rigida compartimentazione, prendono man mano il controllo di tutti i traffici illeciti della capitale: scommesse clandestine, totonero, il mondo dell'usura, la droga, il traffico di armi e la ricettazione. Oltre a questo vengono allacciati canali preferenziali con le altre organizzazioni criminose dell'epoca come Cosa Nostra, la camorra e il terrorismo nero.
Abbatino diventa uno dei capi riconosciuti della Banda e, tra le altre cose, si occupa personalmente della vendita dello stupefacente nel territorio di Trastevere per cui impone una sorta di monopolio attraverso il quale controlla l'approvvigionamento e lo smercio dell'eroina che viene importata per la maggior parte dalla Thailandia mentre, talvolta, quando vi sono difficoltà per le forniture, fa ricorso al rifornimento da parte dei siciliani. Inoltre, insieme a Marcello Colafigli e Alvaro Pompili, impegna qualche centinaia di milioni di lire a Passo Corese in una struttura per cavalli da corsa in arrivo da tutta Italia e appoggiati lì prima di andare agli ippodromi.
Nel febbraio del 1979 una retata notturna porta in carcere, con l’accusa di sequestro di persona e riciclaggio, 29 persone tra cui Abbatino, Giuseppucci, Toscano, Mastropietro, Danesi e D'Ortenzi ma tutti nel giro di poco vengono rimessi in libertà. Solo con il pentimento di Abbatino si arriverà a una svolta per l’omicidio Grazioli con il processo del 1995 che porterà alla condanna a 20 anni per diversi membri della Banda oltre a quella per lo stesso Abbatino (solo 8 anni per via della collaborazione) e quelle per i ragazzi di Montespaccato.
Il 20 marzo il giornalista Mino Pecorelli viene assassinato a Roma in circostanze non del tutto chiarite e Abbatino racconterà che:
Era stato Franco a farmelo conoscere [Carminati, ndr], a metà anni Settanta. me ne parlò come di una persona di un certo rilievo nell'ambiente del terrorismo di destra. Si mise a disposizione della banda dopo che Franco fu ucciso.»
Il processo vedrà coinvolti Giulio Andreotti, Gaetano Badalamenti, Claudio Vitalone, Pippo Calò, Michelangelo La Barbera e Massimo Carminati e si concluderà con l'assoluzione di tutti gli imputati "per non aver commesso il fatto".
Nell'agosto del '79 Abbatino avrà modo di avere a che fare proprio con il camerata Carminati durante le trattative per la liberazione di Paolo Aleandri, sequestrato dalla Banda per non aver restituito un borsone di armi. Il camerata l'anno prima era entrato in contatto con Giuseppucci e Abbruciati ai quali aveva iniziato ad affidare i proventi delle rapine di autofinanziamenti dei NAR, in modo da poterli riciclare in altre attività illecite quali l'usura o lo spaccio di droga; viceversa recupera per Giuseppucci soldi che il boss presta a strozzo. Abbatino racconterà:
In relazione poi alla strage di Bologna e al coinvolgimento di Carminati nel tentativo di depistaggio, Abbatino racconterà:
L'ex NAR verrà assolto in appello nel dicembre del 2001 poiché non era certo che il mitra prelevato dall'arsenale fosse identico a quello usato per il depistaggio.
Un forte momento di aggregazione della Banda e che vede Crispino in prima linea è la vendetta che segue dal settembre 1980 nei confronti del clan Proietti per l'omicidio di Franco Giuseppucci, al quale era legato da un forte sentimento amicale. Stando sempre alle sue confessioni, Giuseppucci a suo dire sapeva troppe cose sugli omicidi di Pecorelli e Moro ed il fatto che sia stato ucciso dai Proietti, che non si sarebbero mai arrischiati in un'azione del genere - sempre a suo dire - se non per una richiesta espressa di qualcuno d'una certa importanza, proprio ad un mese dalla strage di Bologna, gli renderebbe il tutto alquanto sospetto; anzi, l'ex malavitoso è persino convinto che il suo vecchio amico non sia morto per la ferita d'arma da fuoco riportata nell'agguato orditogli, che ritiene non cosí grave da decretarne la morte, bensì stesso nell'ospedale per mano di terzi ignoti, dove effettivamente sarebbe spirato tra le braccia dei portantini che lo stavano soccorrendo. Il 23 gennaio 1981 insieme a Enrico De Pedis, Raffaele Pernasetti ed Edoardo Toscano in una sala corse di via Rubicone uccide Orazio Benedetti, uomo dei pesciaroli; Pernasetti in fase processuale smentirà di aver partecipato all'omicidio.
In quei mesi, oltre ai problemi interni al gruppo, c'è un'altra questione da affrontare:
Abbatino racconterà ancora:
Il 3 febbraio 1981 Abbatino e Toscano uccidono Selis, uscito dal manicomio con un breve permesso e attirato in un agguato con il pretesto di una riappacificazione nella villa di Libero Mancone ad Acilia: con la scusa dell'abbraccio dà le spalle a Crispino che ha il tempo di estrarre la una calibro 22 nascosta dentro una scatola di cioccolatini e sparare contro Selis due proiettili, seguiti da altri due di Toscano. Il suo corpo verrà poi sepolto in una buca vicino all'argine del Tevere e ricoperto con della calce per affrettare la decomposizione e a tutt'oggi non è stato ancora ritrovato. Il 2 marzo Abbatino si presenta spontaneamente in Questura e dichiara la sua estraneità ai fatti fornendo falsi alibi e spiegazioni sufficientemente coerenti per essere lasciato libero.
In quei mesi la Banda dovrebbe mettere in atto alcuni sequestri su richiesta ma non ci sarà un seguito a causa degli arresti di Colafigli e Mancini (per l'agguato ai Proietti) e, dopo, per la morte di Aldo Semerari, psichiatra che con perizie compiacenti aveva fatto uscire di galera diversi membri della Banda. Abbatino in sede processuale racconterà di essere stato presente sul posto a copertura di Mancini e Colafigli insieme a Raffaele Pernasetti e Giorgio Paradisi e di essere andati via con l'arrivo della polizia; il pentito dirà di essersi precostituito un alibi: insieme a Edoardo Toscano doveva risultare essere a casa di Alvaro Pompili a Filettino (Frosinone). Durante il confronto in aula Mancini però smentisce Abbatino.
Con la scomparsa di Giuseppucci, boss fondatore e collante tra le varie anime dell'organizzazione, la Banda non riesce più a trovare la compattezza che precedentemente le era propria e i due gruppi prevalenti, quello della Magliana guidati da Maurizio Abbatino e i Testaccini di Danilo Abbruciati ed Enrico De Pedis, iniziano una guerra fredda. Le tensioni si fanno sempre più forti, soprattutto a causa della spregiudicatezza e dell'intraprendenza dei Testaccini che, sempre più slegati dal resto della Banda, oramai operano quasi in un regime di completa indipendenza e attraverso decisioni prese all'insaputa degli altri. Il 16 ottobre Abbruciati e De Pedis uccidono infatti Domenico Balducci per conto di Pippo Calò. Ne seguirà un litigio acceso tra Abbruciati e Abbatino, il quale rinfaccia al testaccino di perseguire propri scopi personali al di fuori dell'interesse comune del gruppo. In pratica, ai testaccini viene rivolta l'accusa di essere dei traditori che mettono in pericolo i compagni unicamente per proteggere gli affari dei Corleonesi.
Il 25 novembre la polizia scopre l'arsenale della Banda nello scantinato del Ministero della Sanità all'EUR e il custode chiama in causa Abbatino e Abbruciati per poi ritrattare. Il testaccino troverà la morte a Milano il 26 aprile 1982 nell'attentato a Roberto Rosone, vice-presidente del Banco Ambrosiano.
(Racconto di Maurizio Abbatino.)
Quando la Banda si accorge che Angelo De Angelis da tempo trattiene per sé una parte di cocaina che si occupa di tagliare, il 10 febbraio 1983 viene attirato in un agguato nella villa di Vittorio Carnovale e assassinato da Abbatino e Toscano con due colpi di pistola, calibro 7,65 e 38, sparati al cuore e alla nuca. Verrà poi ritrovato il 24 febbraio nel bagagliaio della sua Fiat Panda semicarbonizzata, vicino al ristorante Il Fico Vecchio di Grottaferrata.
Secondo quanto raccontato ancora da Maurizio Abbatino e anche da Antonio Mancini, almeno dal 1976 e stando a quanto aveva raccontato lui stesso ai due compagni, De Angelis sarebbe stato membro di un gruppo massonico romano per il quale agiva e da cui riceveva protezione anche a livello processuale dato che fece poco carcere.

### L'arresto, la fuga e la collaborazione con la magistratura
(Maurizio Abbatino.)

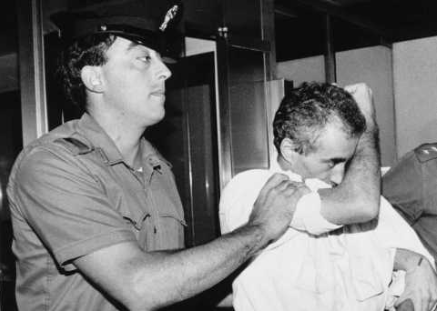
L'arresto di Maurizio Abbatino

Nel maggio del 1983 viene arrestato in un'abitazione sulla Laurentina in seguito ai pedinamenti della sua giovane amante Roberta che in seguito si fidanzerà con Angelo Angelotti; nell'appartamento accanto viene invece arrestato il suo amico Edoardo Toscano.
(Alla domanda se si fosse iniettato davvero il virus di una grave malattia per uscire dalla cella.)
Nelle settimane seguenti scoppierà il caso del rapimento di Emanuela Orlandi, cittadina vaticana figlia di un commesso della Prefettura della Casa Pontificia sparita in circostanze misteriose all'età di 15 anni il 22 giugno a Roma. Tra le diverse ipotesi ci sarà anche quella del coinvolgimento della Banda e in particolare di Enrico De Pedis. Abbatino nel dicembre del 2009, rivelerà al procuratore aggiunto titolare dell'inchiesta sulla Magliana alcune confidenze raccolte fra i loro membri sul coinvolgimento di De Pedis e dei suoi uomini nel sequestro e nell'uccisione di Emanuela nell'ambito di rapporti intrattenuti da lui con alcuni esponenti del Vaticano. In effetti anche Sabrina Minardi, donna di De Pedis in quegli anni, e l'altro pentito Antonio Mancini avrebbero in quegli anni tirato in causa il boss e nel 2005, alla redazione del programma Chi l'ha visto? era arrivata una telefonata anonima in cui si diceva che per risolvere il caso Orlandi era necessario andare a vedere chi è sepolto nella basilica di Sant'Apollinare e controllare «del favore che Renatino fece al cardinal Poletti». Si scopre così che "l'illustre" defunto altri non è che De Pedis.
Nel maggio 2012 finalmente viene aperta la tomba di De Pedis, ma al suo interno è presente unicamente la salma del defunto che, per espresso desiderio dei familiari, viene cremata. Allora scavando più approfonditamente vengono trovate solo nicchie con resti di ossa risalenti al periodo napoleonico. Quattro giorni dopo, il 18 maggio, viene indagato don Pietro Vergari per concorso in sequestro di persona. Nel 2018 Abbatino, intervistato da Raffaella Fanelli, rivela di aver saputo da Claudio Sicilia a Villa Gina che dietro al sequestro c'erano quelli di Testaccio - quindi De Pedis - e spiegherà perché il suo vecchio amico avrebbe preso la Orlandi:
Sapeva tante cose. Così come Franco Giuseppucci e Danilo Abbruciati. Sono stati eliminati da chi non voleva (e non vuole ancora) testimoni. Quando ero detenuto a Villa Gina, Giorgio Paradisi, passato coi Testaccini, mi fece sapere che stavano organizzando la mia evasione. Avevano fatto lo stesso giochetto con Edoardo Toscano, che dall'aula bunker mandò fuori Vittorio Carnovale... Da quella clinica sono uscito con le mie gambe e con l'aiuto di mio fratello. Forse chi aveva agevolato la morte di Franco, di Danilo e di Renato avrebbe voluto fare la stessa cosa con me. Dopo l'omicidio di Renatino girò la voce che ero io uno dei killer arrivati in via Pellegrino. Che ero io a guidare la moto. Puntavano a farmi fuori, ovvio. Volevano che i Testaccini mi cercassero.»
Una volta arrestato quindi, sopravvissuto alla sanguinosa faida scaturita dopo la divisione della Banda tra il gruppo dei testaccini e quello della Magliana, grazie a false perizie di compiacenti medici del carcere di Rebibbia, Abbatino si fa ricoverare nella clinica Villa Gina all'EUR con una diagnosi di un tumore osseo in metastasi progressiva che, almeno secondo i referti, gli concederebbe pochi giorni di vita.
(Racconto di Abbatino.)
Il 20 dicembre 1986, approfittando di un momento di distrazione da parte della sicurezza, Crispino riesce a calarsi giù dalla grondaia da una finestra del primo piano e a dileguarsi con l'aiuto del fratello Roberto.
(Interrogatorio di Maurizio Abbatino del 3 dicembre 1992.)
Un mese dopo l'evasione dalla clinica, Abbatino, ospitato da un infermiere finché non si riprende fisicamente (era arrivato a pesare 40 kg), decide che Roma è diventata troppo pericolosa per lui, stretto tra la morsa della polizia e dei suoi ex amici della Banda; sceglie allora di fuggire in Sud America aiutato dal fratello.
Il 18 marzo del 1990 suo fratello Roberto viene brutalmente assassinato con 35 coltellate da alcuni esponenti della Banda interessati a scoprire dove si fosse rifugiato il boss. Uno degli esecutori fu il boss Angelo Angelotti, nuovo fidanzato della sua amante Roberta, che sarà poi arrestato nel dicembre 1998, condannato a 30 anni di reclusione e ucciso nel 2012 da un gioielliere in zona Spinaceto. Complici di Angelotti per l'omicidio di Roberto Abbatino sarebbero Marcello Colafigli e Libero Mancone ma l'accusa, alla quale non crede neanche Maurizio, in tribunale non riuscirà a essere provata.
(Alla domanda se furono i Testaccini e Angelotti ad uccidere Roberto.)
Gli uomini della Squadra Mobile romana e della Criminalpol, che per anni gli daranno la caccia per dare seguito a cinque fra ordini e mandati di cattura per una sfilza di reati tra cui nove omicidi, traffico internazionale di droga e associazione a delinquere, a fine 1991 lo individuano in Venezuela, grazie anche ad una sua telefonata alla madre intercettata la sera di capodanno. Il 24 gennaio 1992, a Caracas mentre esce di casa viene arrestato dall'ispettore Michele Pacifici della Squadra Mobile e Pietro Milone della Criminalpol.
Avviate le pratiche per il trasferimento del boss in patria, il 4 ottobre di quell'anno Abbatino viene espulso dal Venezuela, dopo 8 mesi di carcere passati in 3 penitenziari diversi (al Rodeo, il più duro del Paese, per sopravvivere è costretto a tagliare l'orecchio a un detenuto), viene preso in consegna dagli uomini della Squadra Mobile e riportato in Italia.
Sin dai giorni immediatamente successivi al suo arresto, in territorio venezuelano, Abbatino manifesta propositi di collaborazione agli stessi ufficiali della Polizia Giudiziaria italiana:
Dato che la notizia del suo pentimento raggiunge l'Italia prima dell'arrivo del volo, all'aeroporto di Fiumicino, c'è un grosso spiegamento di forze di polizia, giornalisti, fotografi e telecamere. Finito subito nel carcere di Belluno, dopo un mese e mezzo e decine di verbali viene trasferito nella scuola di polizia di Campobasso in regime extracarcerario e poi, nell'agosto del 1993, in una località protetta. Decide quindi di intraprendere questo percorso di collaborazione con la magistratura, spinto da un grosso sentimento di rivalsa nei confronti dei suoi ex amici, aumentato anche dal fatto che, durante la sua latitanza, si erano resi protagonisti dell'omicidio del fratello, torturato a morte per cercare di scoprire il rifugio di Crispino. Il suo corpo, completamente massacrato e con il petto squarciato da una coltellata finale, riaffiorerà alcuni giorni dopo dal fiume Tevere, all'altezza di Vitinia.

### Le condanne e gli arresti domiciliari
Abbatino si vedrà togliere la pensione nel giugno 2017 poiché il contributo di 240 euro per malattia non spetta a chi ha condanne per mafia.
Al 2022 sta scontando una condanna a 30 anni, nonostante il pentimento, ed è ai domiciliari per motivi di salute.

## Le dichiarazioni alle autorità
Alle 4 del mattino del 16 aprile 1993 scatta a Roma una gigantesca operazione di polizia, denominata Operazione Colosseo, con la mobilitazione di quasi 600 agenti di Criminalpol, Digos e Squadra Mobile: un fascicolo di 500 pagine pieno zeppo di date, nomi e prove che consente di ridisegnare la mappa dell'organizzazione malavitosa romana e di stabilire con precisione ruoli e responsabilità dei vari componenti, dal quale scaturirono 69 ordini di cattura firmati dal giudice istruttore Otello Lupacchini, di cui una decina vengono consegnati in carcere ad altrettanti detenuti mentre 13 ricercati sono scampati alle manette.
Le sue confessioni, che in gran parte confermano quelle dei precedenti collaboratori Fulvio Lucioli e Claudio Sicilia (a cui però gli investigatori non avevano concesso allora il credito necessario) e che si vanno a sommare a quelle di Vittorio Carnovale (arrestato nel 1993), Antonio Mancini e della sua compagna Fabiola Moretti (arrestati nel gennaio 1994), sono quindi il punto di partenza di un nuovo maxiprocesso all'intera organizzazione della Banda della Magliana. Dopo le sentenze di primo e secondo grado (23 luglio 1996 e 27 febbraio 1998), il 26 gennaio 2000 la Cassazione decide il rinvio a un'altra sezione della Corte d'Appello di Roma per un'altra valutazione della sussistenza del 416-bis (associazione di stampo mafioso): il 6 ottobre viene stabilito che la Banda era solo un'associazione a delinquere semplice e vengono ridotte le pene a tutti tranne che per Abbatino che dopo il primo grado non aveva presentato ricorso.
Abbatino racconterà che a Fiuggi, dov'era sotto protezione, si era opposto a un arresto minacciando di buttarsi dal terrazzo fino all'intervento di agenti speciali e del capo della polizia Antonio Manganelli che aveva bloccato il trasferimento a Roma; sarebbe stato portato a Rebibbia dove, per il furto al caveau di piazzale Clodio, era recluso anche Massimo Carminati che lui aveva accusato in relazione all'omicidio di Mino Pecorelli e al depistaggio della strage di Bologna.
Invece prima di un'udienza del processo Calvi era stato arrestato per la mancata revisione di un'auto e c'era stato il tentativo di trasferirlo a Secondigliano dove Giorgio Paradisi stava scontando l'ergastolo a causa delle sue dichiarazioni ma dopo le sue proteste era stato lasciato a Sulmona solo in seguito all'intervento del magistrato Luca Tescaroli. Nell'ottobre del 1995 invece all'Hotel Caravaggio di Roma, prima di testimoniare contro i suoi ex compagni, due sicari avevano cercato di eliminarlo ma la scorta li aveva messi in fuga.
Nell'autunno del 2015 gli viene tolta la protezione - e il nome di copertura - su decisione del Servizio Centrale del Viminale
Secondo lui questo fatto è da collegare al processo di Mafia Capitale che vede tra gli imputati Massimo Carminati:
In un'intervista a Il Fatto Quotidiano racconterà:
L'omicidio di Michele Sindona e quello di Roberto Calvi sono legati al sequestro Orlandi. Se non si risolve il primo non si arriverà mai alla verità sulla fine di Calvi e sulla scomparsa della ragazza. I tre casi sono collegati da un flusso di soldi finiti nelle casse del Vaticano e mai restituiti»
(Abbatino parlando di Massimo Carminati e della sparizione di Emanuela Orlandi.)

## Nella cultura di massa
La figura di Abbatino ha ispirato il personaggio del Freddo nel libro Romanzo criminale, scritto nel 2002 da Giancarlo De Cataldo e riferito alle vicende realmente avvenute della banda della Magliana. Nell'omonimo film che ne verrà poi tratto, diretto da Michele Placido nel 2005, il personaggio del Freddo fu interpretato dall'attore Kim Rossi Stuart, mentre nella serie televisiva, diretta da Stefano Sollima, i suoi panni furono vestiti da Vinicio Marchioni.